# 盈徳の戦い
盈徳の戦い（日本語：ヨンドクのたたかい、えいとくのたたかい、韓国語：盈德戰鬪、영덕 전투）は、朝鮮戦争中の1950年7月から8月にかけて行われた国連軍及び朝鮮人民軍（以下人民軍）による戦闘。

## 経緯
6月27日、第8師団（師団長：李成佳大領）が江陵から大関嶺以西に後退したため、東海岸道を防御する兵力がいなくなった。第3師団上級顧問のエメリッチ中佐は陸軍本部に智異山でゲリラ討伐中の独立大隊をすぐに開放するように要請した。陸軍本部は第3師団に、第23連隊と独立第1大隊および安東でゲリラ討伐中であった第25連隊第1大隊などを指揮して東海岸地区を防御するように命じた。
第3師団は、6月25日に陸軍本部から師団全力をもって北上するよう命じられたが、師団長の劉升烈大領は、第8師団の退路が人民軍の奇襲上陸部隊（第766連隊、549陸戦隊）によって遮断されたことを知っていたので、第8師団は太白山脈以西に後退すると判断して第23連隊の北上を見合わせていた。
東海岸地区は、太白山脈の険峻な地勢の影響によって内陸と断絶した別の戦線を形成し、海岸線に連なる東海岸道が唯一の機動路であった。
6月28日、釜山に集結した第23連隊に対して蔚珍方面に北上して南下中の人民軍を撃滅するように命じた。
6月29日、第23連隊は浦項に集結して第1大隊を蔚珍南側に進出させて偵察に努め、わかったことは盈徳に侵入したゲリラが警察署を襲撃しているということであった。
6月30日、蔚珍に1個大隊規模の人民軍が侵入していることが判明し、7月1日に連隊全力で蔚珍を攻撃して人民軍を北方に駆逐した。しかし間もなく南下した第5師団によって大損害を受け、蔚珍南側に撃退された。
7月2日、劉升烈大領は指揮所を盈徳まで進出させ、独立第1大隊と永登浦学院（対ゲリラ大隊）を増派した。
7月3日、人民軍は正面に猛攻を加えるとともに山合から浸透させた迂回部隊で第23連隊の左側背を攻撃した。これによって第23連隊は主力は平海に、残りは寧海や厚浦に後退した。
米海軍と空軍は早くに東海岸道の戦闘に参加した。軍艦は人民軍の基地と補給所を砲撃し、迎日飛行場に展開した第35戦闘機群は第5師団を空襲した。第23連隊顧問のパットナム（Gerald D. Putnam）大尉は戦闘機隊のオブザーバーとして目標の特定と海軍の射撃の調整を行った。さらに季節風による雨で地滑りが起き人民軍の前進を遅らせた。
蔚珍と平海までの間は海岸道であったため、米海軍は第5師団に艦砲射撃を加え、岸道を破壊した。これによって第23連隊は7月9日まで再編成をする時間を得ることができた。
7月10日、第3師団長が劉升烈大領から李俊植准将に交代し、戦線を整理して7月13日に寧海南側の線を占領した。第3師団は米海空軍の支援を常時受けられたが、兵力は第23連隊の1個連隊だけであった。そのため師団の左側背は絶えず太白山脈沿いに浸透してくる人民軍の脅威に曝された。
7月12日、第3師団は人民軍に対する米海軍の艦砲支援射撃を初めて要請した。これにより地上部隊と海軍の協調システムの迅速な組織が必要になり、13日にはヒギンズ提督は釜山で陸軍砲兵少佐を乗船させ、彼の助言を受けようとした。以後、海軍は後方遮断の艦砲支援射撃と並行して人民軍部隊への射撃を本格的に遂行しながら第3師団を支援した。
人民軍第5師団の南下が最も速く、迎日飛行場の危険を感じたマッカーサー元帥は絶えず米軍1個大隊を充てるように指導した。迎日飛行場は当時韓国で唯一の戦闘爆撃機基地で、これを失うことは敗戦につながる恐れがあった。
捕虜の陳述によれば「人民軍の一部は安康橋（浦項西方）や清道トンネル（大邱南側）に向かって潜入中」であった。これに対して米第8軍は手を打ったが、7月14日、左側背からの浸透を恐れた李俊植准将は司令部を浦項に下げ、第一線を盈徳付近に後退させる決心をした。しかし主席顧問官エメリッチ中佐はこれに反対し、現状での固守を助言した。浦項南側の迎日飛行場は第8軍の航空支援に欠かせないもので、エメリッチ中佐は第8軍司令官ウォーカー中将から盈徳の死守を厳命されていた。

## 部隊

### 韓国軍
- 第3師団 師団長：劉升烈大領、李俊植准将（7月10日から）、金錫源准将（8月8日から）
  - 第22連隊 連隊長：姜泰敏中領
  - 第23連隊 連隊長：金宗元中領
  - 独立第1大隊 大隊長：金淙舜中領
  - 永登浦学院 長：洪聖俊少領
  - 工兵大隊 大隊長：朴基錫少領
  - 配属部隊
    - 江原道警察大隊 大隊長：尹明運警務官

  - 支援部隊
    - 第11砲兵大隊 大隊長：盧載鉉少領
    - 米第159野砲大隊C中隊
    - 米第40戦闘飛行大隊
    - 米第7艦隊の一部
    - 英極東海軍の一部

### 朝鮮人民軍
- 第2軍団 軍団長：武亭中将
  - 第5師団 師団長：金昌徳少将

## 戦闘
7月16日、米海軍の巡洋艦ジュノー号と駆逐艦3隻の支援があったにもかかわらず、寧海南側の防御線が崩壊した。李俊植准将は落伍者収容線を設けて兵力の収拾に努め、米軍顧問は空砲を撃ちながら督戦に協力していた。
再編成した第23連隊は盈徳北側の華水洞付近に戦線を構築したが、7月17日には人民軍の圧迫に耐え兼ねて盈徳南側に撤収した。盈徳の陥落はウォーカー中将を刺激し、第8軍は米第159野砲隊C中隊（155ミリ自走砲4門）を急派し、かつ連・統合作戦を円滑にするため崔徳新大領を連絡官として派遣して、盈徳の奪還を厳命した。
7月18日、米海空軍の支援砲爆撃を受けて、廃墟となった盈徳を奪還したが、翌19日には再び盈徳を奪回された。
7月20日、ウォーカー中将は迎日飛行場の第40戦闘爆撃大隊を第3師団の直接支援に専念させ、駆逐艦4隻と英国巡洋艦ベルファースト号を増派して盈徳の確保を厳命した。
7月21日、第23連隊は反撃して人民軍を北方に駆逐したが、同日夜に奪回された。
7月24日、ソウルに派遣した第22連隊、独立大隊、工兵大隊などが再建されて増派されたので第3師団の戦力は増加した。その他に江原道警察大隊6個が配属されたので太白山中に配置して左側背を掩護させた。
7月25日、第3師団は反撃して盈徳を奪還し、29日には盈徳を中心とした2キロの弧状の線に進出してこれを確保した。捕虜の証言によれば、第5師団は40パーセントの兵員を失っていた。
7月30日、第11砲兵大隊が増派された。
8月5日、第5師団は総攻撃を開始し、盈徳を奪回して戦線を4キロ近く押し上げた。ウォーカー中将はエメリッチ中佐に個人的なメッセージを送り、失地を取り戻す必要があると述べた。
8月6日、第3師団は比較的損害が軽微な第22連隊に盈徳奪還を命じた。国連軍機が盈徳の人民軍集結地にロケット弾とナパーム弾を投下し、海軍が艦砲射撃を加えた。第22連隊は反撃を開始し、猛烈な白兵戦の末に奪還した。
8月7日夜、江口にある第3師団司令部が砲撃を受けて、師団長以下が付近の壕に退避した。砲撃が止み、エメリッチ中佐の連絡兵が指揮所を訪れたが、誰もおらず、壕内に退避している李俊植准将を見つけた。エメリッチ中佐はウォーカー中将に師団長交替を具申し、後任に金錫源准将が就いた。
8月8日夜、第3師団右翼に配置されていた第22連隊が崩壊した。
8月9日午前5時、第22連隊長姜泰敏中領が誤判により、五十川橋を予定より早くに爆破した。これにより五十川橋の北側で交戦中だった第22連隊の1個大隊は混乱に陥り、分散して渡河する際に多くの溺死者をだした。五十川橋は江口に架設された橋梁で、盈徳から浦項に進出するにはここを必ず通過しなければならず、浦項防衛を重要視していたウォーカー中将は橋梁の過早爆破を防ぐため、第3師団の顧問官に爆破の統制を命じ、師団長の承認下に爆破するように指示していた。師団参謀長孔国鎮中領は姜泰敏中領を軍法会議に付するように建議し、8月15日付で更迭した。
第22連隊の崩壊によって第23連隊も背射されるようになったのでやむを得ず江口南側に移動した。